# Stacey-Ann Williams
Stacey-Ann Williams (ur. 8 marca 1999 w Kingston) – jamajska lekkoatletka specjalizująca się w biegach sprinterskich.
W 2016 weszła w skład sztafety 4 × 400 metrów, która zdobyła srebrny medal mistrzostw świata juniorów w Bydgoszczy. Dwa lata później ponownie wystąpiła na światowym czempionacie juniorów, indywidualnie zajmując 6. miejsce w finale biegu na 400 metrów. Wraz z koleżankami z reprezentacji zdobyła z kolei brąz w sztafecie.
W 2021 zdobyła brązowy medal igrzysk olimpijskich w Tokio w sztafecie 4 × 400 metrów. Rok później sięgnęła po srebro mistrzostw świata za bieg w eliminacjach sztafety 4 × 400 metrów. Wicemistrzyni świata z Budapesztu w sztafecie 4 × 400 metrów (2023).
Złota medalistka CARIFTA Games.

## Osiągnięcia
| Rok  | Impreza                     | Miejsce   | Konkurencja             | Lokata     | Wynik           |
| ---- | --------------------------- | --------- | ----------------------- | ---------- | --------------- |
| 2016 | Mistrzostwa świata juniorów | Bydgoszcz | sztafeta 4 × 400 metrów | 2. miejsce | 3:31,01         |
| 2018 | Mistrzostwa świata juniorów | Tampere   | bieg na 400 metrów      | 6. miejsce | 53,23           |
| 2018 | Mistrzostwa świata juniorów | Tampere   | sztafeta 4 × 400 metrów | 3. miejsce | 3:31,90         |
| 2021 | Igrzyska olimpijskie        | Tokio     | sztafeta mieszana       | 7. miejsce | 3:14,95         |
| 2021 | Igrzyska olimpijskie        | Tokio     | sztafeta 4 × 400 metrów | 3. miejsce | 3:21,24 (elim.) |
| 2022 | Mistrzostwa świata          | Eugene    | sztafeta mieszana       | 5. miejsce | 3:12,71         |
| 2022 | Mistrzostwa świata          | Eugene    | sztafeta 4 × 400 metrów | 2. miejsce | 3:20,74 (elim.) |
| 2023 | Mistrzostwa świata          | Budapeszt | sztafeta 4 × 400 metrów | 2. miejsce | 3:20,88         |
| 2023 | Mistrzostwa świata          | Budapeszt | sztafeta mieszana       | eliminacje | 3:14,05         |
| 2024 | Halowe mistrzostwa świata   | Glasgow   | bieg na 400 metrów      | półfinał   | 52,72           |
| 2024 | Halowe mistrzostwa świata   | Glasgow   | sztafeta 4 × 400 metrów | –          | DNF             |
| 2024 | Igrzyska olimpijskie        | Paryż     | bieg na 400 metrów      | półfinał   | 50,79           |
| 2024 | Igrzyska olimpijskie        | Paryż     | sztafeta 4 × 400 metrów | –          | DNF             |

## Rekordy życiowe
- Bieg na 200 metrów – 23,06 (2021)
- Bieg na 400 metrów (stadion) – 50,00 (2024)
- Bieg na 400 metrów (hala) – 51,49 (2022)

30 lipca 2021 w Tokio jamajska sztafeta mieszana 4 × 400 metrów z Williams na trzeciej zmianie wynikiem 3:11,76 ustanowiła aktualny rekord kraju w tej konkurencji.